# Ptilodexia obscura
Ptilodexia obscura là một loài ruồi trong họ Tachinidae.